# 12. oktober
12. oktober je 285. dan leta (286. v prestopnih letih) v gregorijanskem koledarju. Ostaja še 80 dni.

## Dogodki
- 847 – Pribina od kralja Ludvika prejme ozemlje, kjer nastane Velikomoravska država
- 1492 – Krištof Kolumb pripluje na bahamski otok San Salvador
- 1916 – konec osme soške bitke (začetek 9. oktobra 1916)
- 1918 – ustanovljena je 2. ameriška armada.
- 1939 – prve deportacije Judov iz Tretjega rajha na Poljsko
- 1940 – Japonska uvede enostrankarski režim
- 1964 – izstreljeno sovjetsko vesoljsko plovilo Voshod 1
- 1969 – izstrelitev Sojuza 7 s tričlansko posadko
- 1978 – Sid Vicious obtožen umora
- 1992 – potres v egiptovskem mestu Dashur zahteva 500 smrtnih žrtev
- 1984 – IRA izvede neuspešen atentat na Margaret Thatcher

## Rojstva
- 1008 – cesar Go-Ičijo, 68. japonski cesar († 1036)
- 1350 – Dimitrij Ivanovič Donski, moskovski knez, vladimirski veliki knez († 1389)
- 1537 – Edvard VI., angleški kralj († 1553)
- 1614 – Henry More, angleški filozof († 1687)
- 1680 – Arthur Collier, angleški filozof († 1732)
- 1705 – Emmanuel Héré de Corny, francoski arhitekt († 1763)
- 1742 – Johann Peter Melchior, nemški oblikovalec porcelana († 1825)
- 1758 – Vincenzo Dandolo, italijanski kemik, državnik († 1819)
- 1851 – Simon Rutar, slovenski zgodovinar, geograf († 1903)
- 1860 – Elmer Ambrose Sperry, ameriški izumitelj, podjetnik († 1930)
- 1868 – August Horch, nemški industrialec († 1951)
- 1880 – Fran Klemenčič, slovenski slikar († 1961)
- 1887 – Paula von Preradović, avstrijska pisateljica, pesnica hrvaškega rodu († 1951)
- 1889 – Alma Karlin, slovenska popotnica, pisateljica, pesnica, zbirateljica († 1950)
- 1891 – Edith Stein (Terezija Benedikta od Križa), nemška filozofinja judovskega rodu, svetnica († 1942)
- 1896 – Eugenio Montale, italijanski pesnik, nobelovec 1975 († 1981)
- 1931 – Ole-Johan Dahl, norveški računalnikar († 2002)
- 1935 – Luciano Pavarotti, italijanski tenorist († 2007)
- 1962 – Franc But, slovenski agronom, ekonomist, politik in diplomat
- 1964 – Martin Balluch, avstrijski filozof in aktivist za pravice živali

## Smrti
- 322 pr. n. št. – Demosten, grški govornik (* 384 pr. n. št.)
- 642 – Janez IV., papež (* okrog 600)
- 1095 – Leopold II., avstrijski mejni grof (* 1050)
- 1161 – Henrik V. Spanheimški, koroški vojvoda
- 1170 – Adolf II., grof Berga (* 1095)
- 1320 – Mihael IX. Paleolog, bizantinski cesar (* 1277)
- 1328 – Klementina Ogrska, francoska kraljica (* 1293)
- 1394 – Ivan Sobeslav Luksemburški, oglejski patriarh (* 1352)
- 1504 – Ivan Korvin, slavonski herceg in hrvaški ban (* 1473)
- 1576 – Maksimilijan II., nemški cesar (* 1527)
- 1600 – Luis de Molina, španski jezuit, teolog in filozof (* 1535)
- 1617 – Bernardino Baldi, italijanski matematik (* 1533)
- 1870 – Robert Edward Lee, ameriški konfederacijski general (* 1807)
- 1892 – Ernest Renan, francoski filozof (* 1823)
- 1924 – Anatole France, francoski pisatelj, nobelovec 1921 (* 1844)
- 1991 – Arkadij Natanovič Strugacki, ruski pisatelj, scenarist (* 1925)
- 1996 – Jean René Lacoste, francoski tenisač, poslovnež (* 1904)
- 1999 – Wilton Norman Chamberlain, ameriški košarkar (* 1936)
- 2006 – Carlo Acutis, italijanski dijak, programer, blaženi (* 1991)